# Katherine Bailess
Katherine Bailess (Vicksburg, 24 de abril de 1980) es una actriz, cantante y bailarina estadounidense, reconocida por interpretar el rol de Erica Marsh en la serie de televisión One Tree Hill y el de Kyle Hart en Hit the Floor.

## Carrera
Bailess protagonizó la película de 2003 From Justin to Kelly, interpretando el papel de Alexa, y Bring It On Again interpretando el papel de Colleen Lipman. Sus créditos televisivos incluyen papeles recurrentes en las series Gilmore Girls y One Tree Hill. Kat también apareció de manera recurrente en The Loop, Sordid Lives Y NCIS. Bailess protagonizó la serie cómica de YouTube, "Shit Southern Women Say", escrita y dirigida por Julia Fowler. Coprodujo la película Elle: A Modern Cinderella Tale. Bailess también apareció en la banda sonora de From Justin to Kelly en las canciones "The Luv", "Wish Upon a Star", " That's the Way I Like It" y "Brighter Star".

## Filmografía

### Cine
| Año  | Título                         | Rol            | Notas              |
| ---- | ------------------------------ | -------------- | ------------------ |
| 2001 | The Bootlegger                 | Angie          | Corto              |
| 2001 | Yoga/Pilates Workout System    | Ella misma     | Video              |
| 2003 | From Justin to Kelly           | Alexa          |                    |
| 2004 | Bring It On Again              | Colleen Lipman | Video              |
| 2006 | Jackass Number Two             | Bailarina      |                    |
| 2006 | Sea of Fear                    | Kate           |                    |
| 2010 | Elle: A Modern Cinderella Tale | Stephanie      | También productora |
| 2010 | Below The Beltway              | Hope P.        |                    |
| 2012 | Stone Markers                  | Newscaster     |                    |
| 2012 | Macedo: Caught                 | Bailarina      | Corto              |
| 2012 | Prick                          | Rubia          | Corto              |
| 2013 | 2 Dead 2 Kill                  | Anna Falactic  |                    |
| 2017 | A Very Sordid Wedding          | Greta Waring   |                    |